# Damals war’s
Damals war’s ist eine TV-Zeitreise-Show mit dem Moderator Wolfgang Lippert, welche monatlich im MDR Fernsehen ausgestrahlt wird. Daneben gibt es meist auch ein bis zwei Sondersendungen im Jahr.

## Hintergrund
Von 1992 bis 1994 hieß die Sendung noch Leipzigeinundleipzig und wurde in Osterholz-Scharmbeck bei Bremen aufgezeichnet, im ersten Jahr noch unter der Moderation von Michael Markolwitz und Michael Letz. Bis Oktober 2018 präsentierte Hartmut Schulze-Gerlach das Magazin. Seit November 2018 moderiert Wolfgang Lippert die Sendung.

## Inhalt und Ausstrahlungen
In Damals war’s wird ein spezielles Jahr zwischen 1950 und dem letzten Jahr vor der aktuellen Sendung gesucht. Zu Beginn einer Sendung fragt Wolfgang Lippert die Zuschauer nach dem gesuchten Jahr für das Gewinnspiel. Das gesuchte Jahr wird anhand von Musikbeiträgen, Fernsehsendungen und deren Darstellern oder anderen künstlerischen Beiträgen wie Sketchen o. ä. dargestellt. Daneben kommen die jeweiligen Top-Nachrichten des Jahres vor allem aus Politik und Sport in Fernsehbeiträgen vor und Zeitzeugen, meist Künstler, erzählen von den besonderen Erlebnissen im jeweiligen Jahr. In der „Hitgeschichte“ wird ein Künstler zu seinem Hit des gesuchten Jahres interviewt. Seit 2016 stellt Reporter Bürger Lars Dietrich zudem im „Bürgertrend“ die technischen oder Modetrends des gesuchten Jahres vor.
Neben den monatlichen TV-Ausstrahlungen wurden bisher 30 Extra-Ausgaben gesendet, zum Beispiel Ostern war's oder ähnlich Aktuelles.